# Mongol-Altaj
A Mongol-Altaj (mongol nyelven: Монгол Алтайн нуруу) hegységrendszer Közép-Ázsiában, Nyugat-Mongóliában; természetföldrajzi szempontból az Altaj része. Mongólia északnyugati határától délkelet felé három tartományon át húzódik. Kisebbik, délnyugati része az országhatáron túlra, Kínába is átnyúlik. Délkeleti folytatása a Góbi-Altaj, melyet néha szintén a Mongol-Altaj részeként említenek.

## Az Altaj részeinek változó elnevezései
A „teljes” Altaj hegységrendszere északnyugat-délkeleti irányba több mint 1500 km hosszan húzódik (alacsonyabb délkeleti folytatásával, a Góbi-Altajjal együtt számítva több mint 2000 km). A 19. század derekán a területen két állam osztozott: az északi rész (a területének harmada) Oroszországé volt, ezt Russzkij Altajnak (Orosz-Altaj) hívták. A déli kétharmad Kínához tartozott, akkor még ezt a részt nevezték Mongol-Altajnak. Az 1920-as években a Mongol-Altaj területének legnagyobb része Mongóliához került. Kínában csak a délnyugati oldal egy része maradt, – a Fekete-Irtis és a Csingel (az Öröngö mellékfolyója; [pinyin: Wūlúngǔ hé, mongol: Өрөнгө гол]) vízgyűjtője –, melyet ott Kínai-Altajnak vagy Dzsungár-Altajnak vagy Hszincsiang-Altajnak neveznek.
Az egykori Szovjetunióban az ottani Altaj keleti részét Gornij Altajnak (Hegyi-Altaj), nyugati részét Rudnij Altajnak (Érces-Altaj) hívták. Az utóbbi, nyugati rész napjainkban már Kazahsztánhoz tartozik. A keleti, oroszországi részt orosz leírások továbbra is Gornij Altajnak, a nyugatiak viszont Orosz-Altajnak nevezik.

## Elhelyezkedése
A Mongol-Altaj közigazgatásilag Bajan-Ölgij-, Hovd- és Góbi-Altaj tartományban fekszik és az orosz-mongol határtól dél-délkelet felé mintegy 1000 km hosszan nyúlik el. Északon az (oroszországi) Altaj magashegységeivel érintkezik; nyugati előhegyeinek lábánál Észak-Dzsungária (Kína) síkvidéke kezdődik; déli hegyoldalai a Dzsungár-Góbi kősivatagára és a Góbi sivatagos területeire ereszkednek le. Keleten-északkeleten a Nagy-tavak medencéje félsivatagos területei határolják, melyek elválasztják a Hangáj-hegységtől.
Kelet-délkeleti folytatása az alacsonyabb Góbi-Altaj. A kettő közötti határ – „morfotektonikai értelemben” – az Alag-tó (Алаг нуур) medencéje, illetve régebbi források szerint keletebbre, kb. a 98°30'-nél található.
A hegység főként paleozoós kristályos palából, porfirból, porfíritből, gránitból épül fel. Dél-délkeleti vége alacsony és kb. 100 km széles. A Mongol-Altaj központi vonulatainak folyamatos láncolata kb. a 94° hosszúsági foktól kezdődik és északnyugat felé fokozatosan, ékalakban szélesedik. A központi részt 3000–4000 m magasra nyúló, többé-kevésbé párhuzamosan futó hegyvonulatok sora alkotja, melyeket hosszanti tektonikus völgyek választanak el.
A központi hegytömeget északkeleti határa mentén, attól keskeny medencékkel elválasztva, magas előhegyek sora kíséri. Délkeletről északnyugat felé:
- Szutaj úl (Сутай уул) – 4090 m
- Bátar hajrhan (Баатар хайрхан) – kb. 3900 m
- Mönh-hajrhan (Мөнххайрхан уул) – (orosz források gyakran ezt említik a legmagasabb csúcsként) – 4362 m[4] vagy 4231 m[5]
- Cambagarav (Цамбагарав) – legmagasabb csúcsát örökhó fedi (4163 m, vagy Caszt-úl, 4208 m).

Legmagasabb pontja északnyugaton, a kínai-orosz-mongol határ találkozása közelében található Hüjten-csúcs (Хүйтэн оргил [Hüjten orgil], am. 'Hideg-csúcs'); régebben használt neve: (Найрамдал уул [Najramdal úl], am. 'Barátság-csúcs') – 4374 m. Tetejéről, mint a legmagasabb hófödte csúcsokról is jégárak indulnak lefelé, köztük leghosszabb a Potanyin-gleccser.

## Vízrajza

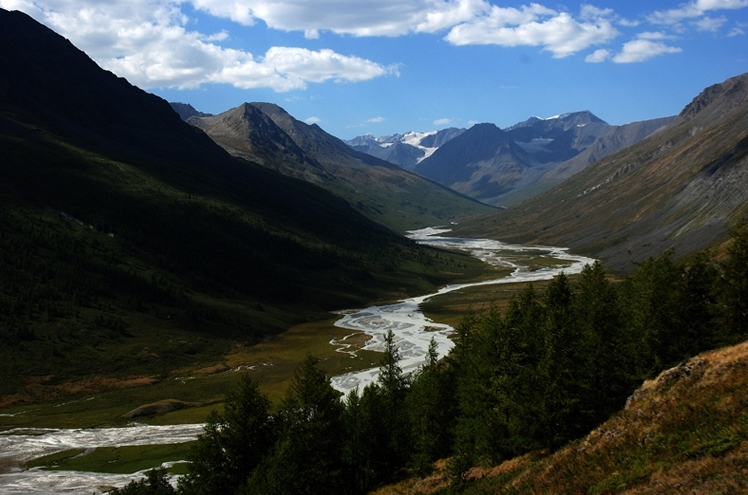
A Mongol-Altaj legnagyobb folyója, a Hovd

A Mongol-Altaj gerincén fut a vízválasztó a Jeges-tenger vízrendszeréhez tartozó Irtis vízgyűjtő területe (nyugaton) és keleten a lefolyástalan Nagy-tavak medencéje között. A Mongol-Altaj legnagyobb folyója, a keleti oldalon eredő Hovd (516 km) és mellékfolyóinak vize a lefolyástalan Har-Usz-tó tóba jut. Jelentősebb mellékfolyói is a Mongol-Altaj vizeit gyűjtik össze, köztük leghosszabb a Bujant (Буянт гол, 218 km).
A hegység déli részének jelentős folyója a Bulgan (Булган гол), melynek hosszabbik része kínai területen Urungu (vagy Öröngö) néven, sík vidéken folyik tovább. Mongóliai szakaszának hossza 288 km, teljes hossza 725 km.
A keleti lejtőkön eredő két folyó, a Hojt-Cenher és a Dund-Cenher (Хойт цэнхэр гол és Дунд цэнхэр гол) a hegyek közül kiérve egyesül, vizük a kis Cagán-tóba ömlik, de szárazabb években elvész a pusztán.
A Mongol-Altaj északi részeinek hegyei között több festői tó található. A Hovd felső szakasza két tavon folyik keresztül: a Hurgan-tón (Хурган нуур) és a Hoton-tón (Хотон нуур). Szintén a Hovd vízgyűjtőjén található hegyi tó a Tolbo (Толбо нуур). Mindhárom 2000 m tengerszint feletti magasságban terül el. Dél felé a hegyvidék egyre szárazabb, jelentősebb tavak csak a hegyrendszer lábánál elterülő medencékben fordulnak elő.